# 山路主住
山路 主住（やまじ ぬしずみ、宝永元年（1704年） - 安永元年12月11日（1773年1月3日））は、江戸時代中期の和算家・暦学者。幼名は久次郎、通称は弥左衛門、字は君樹、号は連貝軒または聴雨。

## 生涯
山路家は平重盛の後裔を称する家で、祖先の山路惣右衛門久長が御徒として召し抱えられて以来の幕臣であった。主住も享保9年（1724年）、21歳の時に御徒として出仕した。その後、享保18年に支配勘定となるが、「勤務よろしからず」として罷免され、元文4年（1739年）に小普請入りしている。
寛延元年（1748年）、「補暦之御用手伝」となり、天文方渋川則休・西川正休の補佐を務めて京都と江戸を往復し、その後宝暦暦の修暦事業に参画した。師の中根などは徳川吉宗に献策し西暦への改暦を目論んでいたが、吉宗の死去などにより改暦の主導権は朝廷に移ったため、西洋暦は取り上げられず、結果として宝暦暦は貞享暦の改変に留まった。
明和元年（1764年）、61歳の時に天文方に任じられた。100俵を賜り、渋川家に次いで次席となった。改暦後も息子の山路之徽や仙台藩の門人の戸板保佑らと共に西洋暦を研究し、崇禎暦書による西洋暦を完成させている。この暦は天文方の山路家・吉田家などで検証された。寛政の改暦では、麻田剛立らによる暦象考成後編による西洋暦の方が優れていたため、これも採用されなかった。
安永元年12月11日死去、享年69。谷中の大泉寺に葬られた。家は子の山路之徽が継ぎ、子孫は代々天文方に仕えた。

## 和算家として
はじめ久留島喜内（義太）、ついで中根元圭、さらに松永良弼に学び、関流宗統三伝を継いだ。
関流の和算を集大成して免許制度を確立、入門書『関流算法草術』（全45巻）を編纂するなど、関流和算を広く普及させる基盤を作り上げた。安島直円・有馬頼徸・藤田貞資・松永貞辰・戸板保佑・船山輔之・石井雅穎ら、多くの門人を育てた。
数学の業績にはあまり独創的なものはないとされるが、循環小数の研究「一算得商術」を残している。